# アイドルスタースペシャル
『アイドルスタースペシャル』は、ニッポン放送が1981年10月5日から1982年4月2日まで毎週月曜日 - 金曜日の20:00 - 21:00に編成していた番組のレーベル枠とそのタイトル。

## 概要
本枠が編成されていた期間はニッポン放送ショウアップナイターのナイターオフ期間。当時この枠はナイターオフ期間ごとに日替わりで異なるパーソナリティによる5本の番組を並べる編成をしており、1時間（55分）枠では1982年度の「オジンはバッテン!まるごとヤングミュージック」まで、その後30分枠になってからも1984年度の第9弾「KISS KISS シンドローム」までこの編成が続いた。

## 各番組の概要
曜日ごとにパーソナリティの異なる以下の5本の番組で構成されていた。
月曜「とびきりPOP! 愛の1・2・3」
- パーソナリティはゴダイゴ、柏原よしえ、岩崎良美。ゴダイゴからはタケカワユキヒデが毎週出演、他のメンバーから1人が交替で出演して4人で番組を進行していた[2]。ポップスなど様々な音楽を話題に、和やかムードと評されたことのあるトークを展開していた[3][2]。
- 主なコーナーに、恋のエピソードを綴ったお便りなどを紹介する『愛のおたより』など[2]。

火曜「松山千春の今夜はきめよう!」
- 松山千春のパーソナリティで、この番組のみSTVラジオ発[3]（STVではこの当時土曜24:00 - 25:00枠で放送[4]）。STVでは先に1979年4月15日に放送開始、ニッポン放送では1979年10月～1980年9月にネット（1980年3月まで日曜21:00 - 22:00、1980年4月から土曜21:30 - 22:30に放送）、今回はその1年ぶりのネット再開である。1982年4月で制作局のSTV共々この番組は終了（ニッポン放送での松山の番組枠は日曜午前11:00 - 11:30に移り『松山千春のワンダーランド 朝から最高!』がスタートしている）。
- 『私の町の名産品』コーナーでは、全国各地の珍しい名産品や名物などを紹介[2]。紹介していくたびに品物の内容がエスカレートしていき、ついには大阪から一斗樽に詰められた漬物がそのまま届き、これはスタッフ全員でも食べきれなかったという[5]。
- その他コーナーは、コンサートの音源を放送する『ライブテープコーナー』など[2]。
- ニッポン放送では角川書店グループ、粟津屋の提供[6]。

水曜「桑田佳祐と○○○○のなんでもスルー・ザ・ナイト」
- パーソナリティは桑田佳祐と、以下の月替わりパートナー。
  - 1981年10月：三原順子
  - 1981年11月：甲斐智枝美
  - 1981年12月：石川ひとみ
  - 1982年1月：浜田朱里
  - 1982年2月：松本伊代
  - 1982年3月：原由子
- ロックの面白さや、アメリカでヒットしているポップスなどをいち早く伝えていた[2][3]。
- 主なコーナーに『60年の1枚』（桑田が少年時代に聴いていた1960年代の懐かしのアルバムの他、ビートルズ、ローリング・ストーンズなどの当時のアーティストをクローズアップ）、ディスコやコンサートなどのレポートコーナーなど[2]。
- 学生援護会の提供[6]。

木曜「シブがきトリオ 夜をまるかじり!」
- パーソナリティは、当時シブがき隊に改名する前だった「シブがきトリオ」（布川敏和、本木雅弘、薬丸裕英）。3人の初ラジオレギュラー番組[2]。
- 当時3人はテレビドラマ『2年B組仙八先生』（TBS）にレギュラー出演、この番組ではこのドラマなどテレビのロケ先での思い出、裏話などを語るコーナーなどがあった[2][2]。
- 日本ヘラルド、東宝の提供[6]。
- この番組が終了した直後の1982年4月から同じくニッポン放送でシブがき隊としての番組「シブがき隊 ホット!ヒット!!はっと!?」が日曜21:30 - 22:00枠でスタート。1983年10月からナイターオフ20:00 - 20:30のレーベル枠「まるのみヤングバーガー」木曜に入り、その後1984年4月からは土曜16:30 - 17:00枠へ移動。1985年10月まで放送されていた。

金曜「伊藤つかさ 星にねがいを」
- パーソナリティの伊藤つかさは当時14歳で、単独パーソナリティでは当時日本最年少ラジオパーソナリティであった[2][注釈 2]。
- 「ロマンチックな1時間」がコンセプトの番組[3]。
- 主なコーナーに、名前と生年月日をはがきに書いて送り選ばれると、異性の友達との関係の今後などを占ってくれる『星うらない』のコーナーなど[2]。

## ネット局
（）
- STVラジオ：水・金 20:00 - 21:00
  - 火曜20:00枠は同じニッポン放送制作の『こうせつ・郁恵のまんてんナイト キラキラ放送局』をネット、火曜の『松山千春の今夜はきめよう!』は土曜24:00 - 25:00の別枠で放送。
- 青森放送：月・水・金 20:00 - 21:00
- 山梨放送：月〜金 20:00 - 21:00
- 北日本放送：火〜金 20:00 - 21:00
- 山口放送：水・木・金 20:00 - 21:00
  - 火曜の『松山千春の今夜はきめよう!』は放送無し、その代わりにこの火曜20:00枠では同じニッポン放送制作の『こうせつ・郁恵のまんてんナイト キラキラ放送局』をネット。
- 西日本放送：月〜金 20:00 - 21:00
  - ただし、『松山千春の今夜はきめよう!』は月曜20:00枠で放送、『とびきりPOP!』は放送無し。火曜20:00枠は同じニッポン放送制作の『こうせつ・郁恵のまんてんナイト キラキラ放送局』をネット。

以下は「松山千春の今夜はきめよう!」のみ
- 東海ラジオ放送：金曜 20:00 - 21:00
- 毎日放送：土曜 20:00 - 20:55
- RKB毎日放送：土曜 24:10 - 25:10